# Niko Henrichon
Compléments
Pride of Baghdad
Fantastic Four
Niko Henrichon est un dessinateur de bande dessinée canadien d'expression anglaise, né en 1975. 

## Biographie
Niko Henrichon a étudié l'illustration et la bande dessinée à Saint-Luc Liège de 1997 à 2000 et il est surtout connu pour avoir illustré le Les Seigneurs de Bagdad dont le scénariste est Brian K. Vaughan et pour lequel ils ont reçu un Harvey en 2007.
Cependant, son premier travail important est Barnum! écrit par Howard Chaykin et David Tischman. Il a également œuvré pour des séries de comics telles que Star Wars Tales, Micronautes, Superman et Fables (#70, Vertigo). En 2008 sort Fantastic Four: True Story chez Marvel Comics.

## Publications
- Star Wars Tales (Dark Horse Comics)
- New X-Men, 2004 (Marvel Comics)
- Fables, 2004 (Vertigo)
- Barnum!, 2005 (Vertigo) avec Howard Chaykin, David Tischman
- Pride of Baghdad; 2006 (Vertigo)
- Spider-Man Fairy Tales, 2007 (Marvel Comics)
- Jenna Jameson's Shadow Hunter, 2008 (Virgin Comics)
- X-Men: Return of Magik #1 (Marvel Comics)
- Black Panther (Marvel Comics)
- Fantastic Four: True Story, 2008 (Marvel Comics)
- Lockjaw And The Pet Avengers, 2009 (Marvel Comics)
- Mirror's Edge, 2009 (Wildstorm)
- The King & Queen of Utopia, une mini-histoire incluse dans le Nation X #4, 2010 (Marvel Comics)
- Noé, 2011 (Le Lombard) avec Darren Aronofsky et Ari Handel
- Méta-Baron T3, 2016 (Les Humanoïdes Associés), avec Jerry Frissen
- Méta-Baron T4, 2017 (Les Humanoïdes Associés), avec Jerry Frissen

## Prix
- 2007 :  Prix Harvey du meilleur album original pour Les Seigneurs de Bagdad (avec Brian K. Vaughan)
- 2009 :  Prix Joe Shuster du meilleur dessinateur de couverture pour Hostile, t. 1 : Impact